# كيرستين قارفريكيس

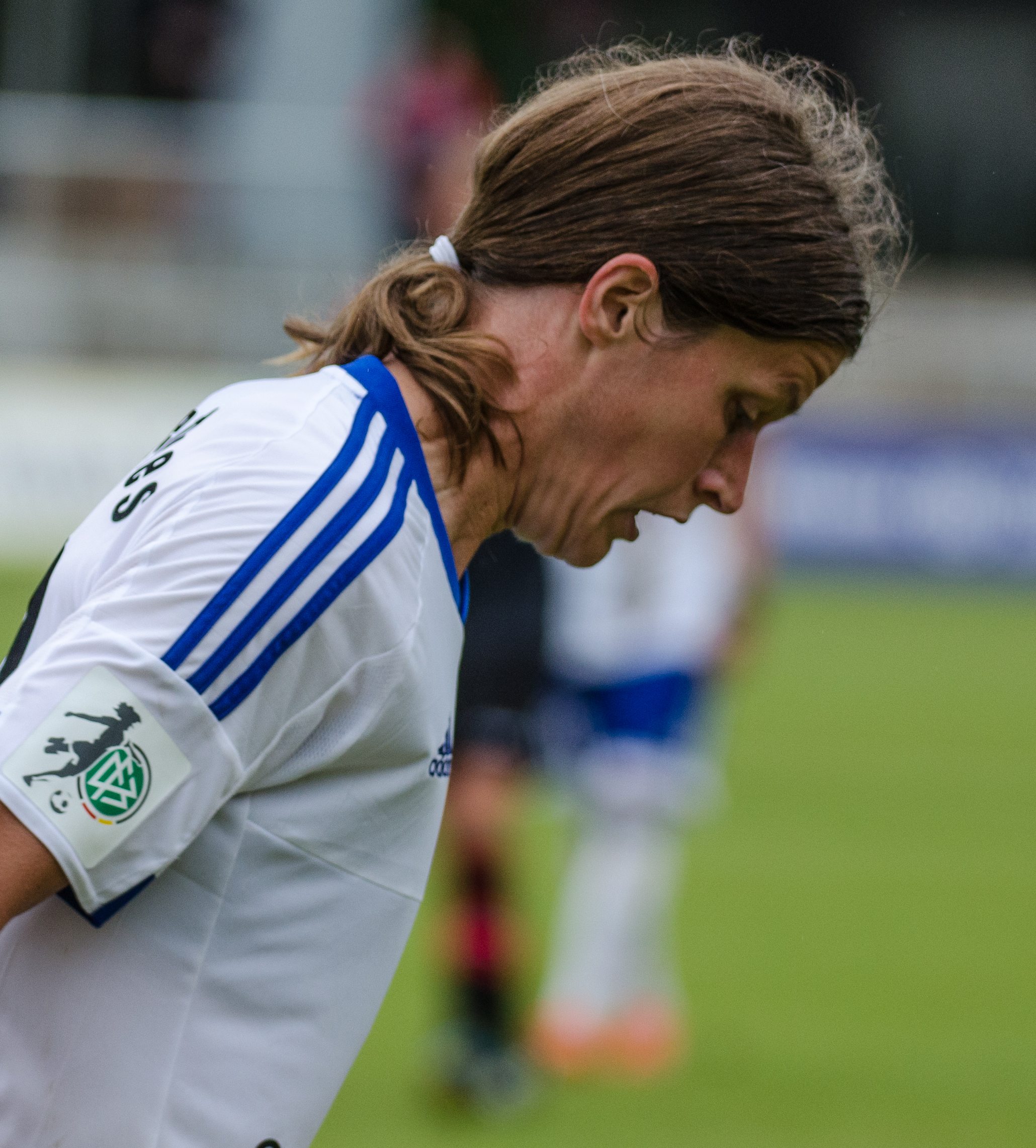
كيرستين قارفريكيس

كيرستين قارفريكيس (بالألمانية: Kerstin Garefrekes) من مواليد 4 سبتمبر 1979 هي لاعبة كرة قدم ألمانية تلعب بمركز خط وسط أو مهاجمة في نادي فرانكفورت 1.اف اف سي للسيدات الألماني من سنة 2004 وفي منتخب ألمانيا لكرة القدم للسيدات من سنة 2001.

## روابط خارجية
- كيرستين قارفريكيس على موقع الاتحاد الدولي (مؤرشف)  (الإنجليزية)
- كيرستين قارفريكيس على موقع الاتحاد الأوربي (الإنجليزية)
- كيرستين قارفريكيس على موقع قاعدة بيانات كرة القدم.إي يو (الإنجليزية)
- كيرستين قارفريكيس على موقع Soccerway.com (الإنجليزية)
- كيرستين قارفريكيس على موقع عالم كرة القدم.نت (الإنجليزية)
- كيرستين قارفريكيس على موقع أوليمبيديا (الإنجليزية)